# Cabana de pedra seca 3 (Oristà)
La Cabana de pedra seca 3 és una obra d'Oristà (Lluçanès) inclosa a l'Inventari del Patrimoni Arquitectònic de Catalunya.

## Descripció
A l'esquerra de la carretera que uneix Oristà amb l'Eix Transversal, just al costat del tercer revolt de la carretera sortint d'Oristà, al quilòmetre 0,740, trobem una cabana de vinya de planta circular de 2,40 metres de diàmetre interior i una alçada de 2,17 metres amb paret de pedra lligada en sec. La construcció està coberta amb lloses en forma de volta cònica.

## Història
Típica cabana de vinya de les zones on es donava aquest cultiu abans de la plaga de la fil·loxera.